# チャールズ1世の三面肖像画

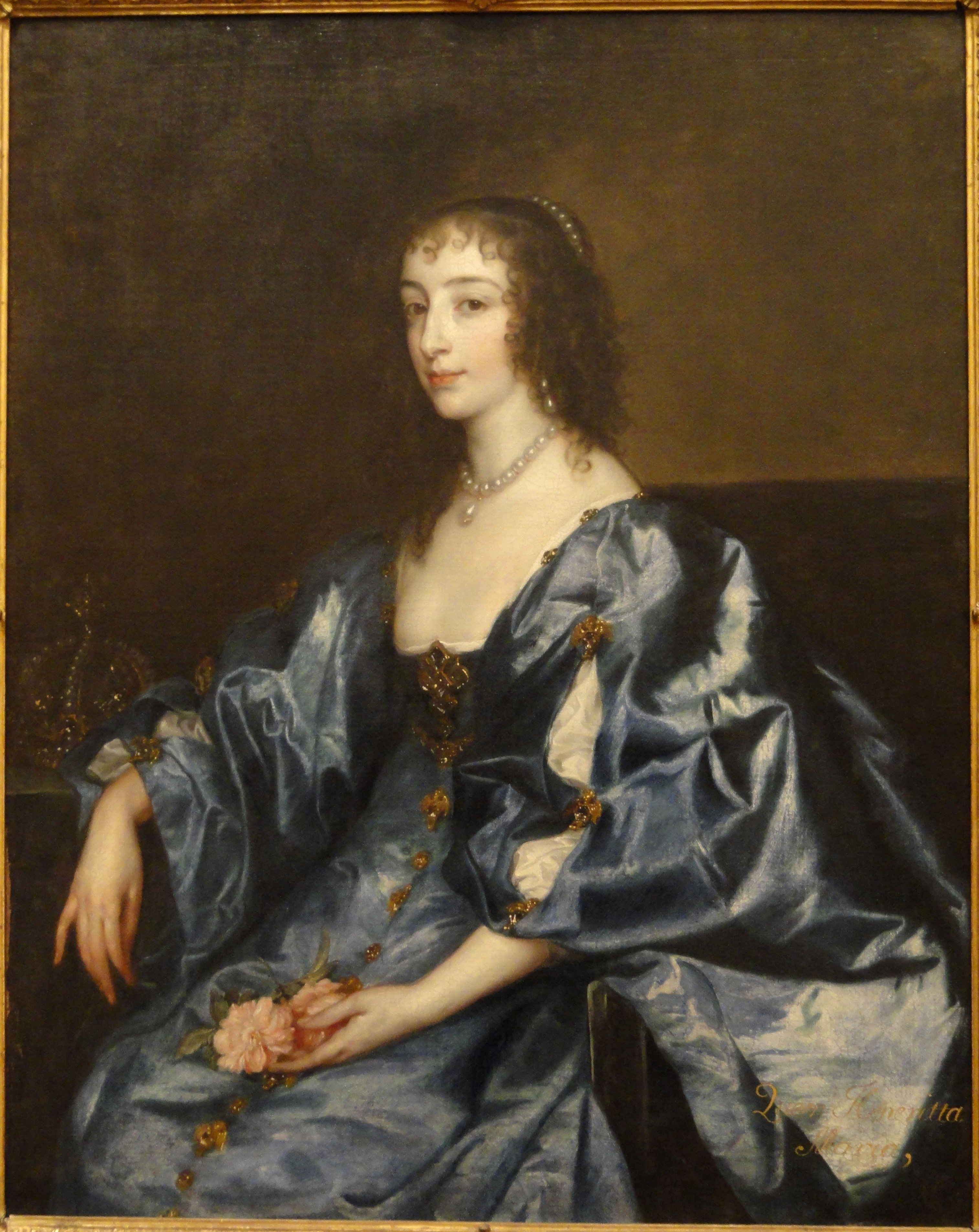
王妃ヘンリエッタ・マリア。アンソニー・ヴァン・ダイク画。

『チャールズ1世の三面肖像画』（チャールズ1せいのさんめんしょうぞうが, 英: Charles I in Three Positions）は、バロック期のフランドル出身のイギリスの画家アンソニー・ヴァン・ダイクが1635年から1636年6月以前にかけて制作した肖像画である。油彩。イングランド国王チャールズ1世を3つの角度から描いている。ヴァン・ダイクが制作したチャールズ1世の肖像画の中でも特に有名なものの1つである。現在はロイヤル・コレクションの一部としてウィンザーにあるウィンザー城に所蔵されている。

## 制作経緯
本作品はチャールズ1世の王妃ヘンリエッタ・マリアが当時最高の彫刻家であったジャン・ロレンツォ・ベルニーニに依頼した国王の胸像のための参考資料として制作された。制作はおそらく1635年後半に開始された。チャールズ1世は1636年3月17日にベルニーニに宛てた手紙の中で「あなたにすぐに送るつもりである肖像画に従って、大理石の肖像」の制作を希望する旨を書き記している。ローマ教皇ウルバヌス8世はチャールズ1世がイングランド王国をカトリックに戻すよう導く可能性を考慮し、特別にその制作を手配した。胸像は1636年の夏に制作され、1637年7月17日に贈呈された。胸像はその精巧さとチャールズ1世の表情の再現性によって熱狂的に受け入れられ、広く賞賛された。チャールズ1世はベルニーニへの返礼として、1638年に800ポンド相当のダイヤモンドの指輪を贈った。ヘンリエッタ・マリア王妃はベルニーニに対となる自身の胸像の制作を依頼するため、ヴァン・ダイクに参照資料として3点の肖像画を制作させた。しかしイングランド内戦のために彼女の肖像画は送られなかった。チャールズ1世の胸像は1698年に発生したホワイトホール宮殿の火事で失われた。

## 作品
ヴァン・ダイクはベルニーニの胸像制作の助けとなるように、横長の画面に、右側面、正面、4分の3正面の方向から捉えたチャールズ1世の3つの肖像画を並べて描いている。画面左の右側面像は黒い衣装をまとい、ガーター騎士団の青いリボンに左手を掛けている。画面中央の正面像は赤い衣装をまとい、4分の3正面像はブラウンの衣装をまとい、胸に右手を当てている。衣装の色とレースの襟のパターンは各肖像画で異なっているが、ガーター騎士団の青いリボンはすべての肖像画に描かれている。ヴァン・ダイクは細心の注意を払ってチャールズ1世の頭部を形作っており、濃厚に描かれた空は実用的な目的で発注された作品を非常に美しいものに変えている。チャールズ1世が長い髪を左側で結んでいることは、人物像を空間的に回転させることで示している。この長髪の結び方は当時の流行である。
ヴァン・ダイクは当時チャールズ1世のコレクションにあり、現在ウィーンの美術史美術館に所蔵されているロレンツォ・ロットの肖像画『金細工師の三重肖像画』（Triplice ritratto di orefice）の影響を受けたと考えられている。ロレンツィオ・ロットはその中で本作品と同様に3方向から捉えた金細工師の男の3つの肖像画を並べて描いている。
一方、本作品は同時代のフランスの画家フィリップ・ド・シャンパーニュに影響を与えたらしく、リシュリュー枢機卿の胸像制作でベルニーニ（あるいは他の彫刻家）を助けるため、1642年に『リシュリュー枢機卿の三重肖像画』（Triple Portrait of Cardinal de Richelieu）を制作した。

## 来歴
チャールズ1世の肖像画は制作されるとローマに送られたが、これを見たベルニーニが悲劇的な運命を感じ取ったことは有名である。肖像画はベルニーニの胸像制作に使用されたのち、ベルニーニ家のコレクションとなった。絵画は19世紀初頭までベルニーニ宮に留まっていたが、スコットランドの美術商ジェームズ・アーヴィン（James Irvine）に売却され、ウォルシュ・ポーター（Walsh Porter）など何人かの所有者の手に渡ったのち、1822年にイギリス国王ジョージ4世によって購入された。

## ギャラリー

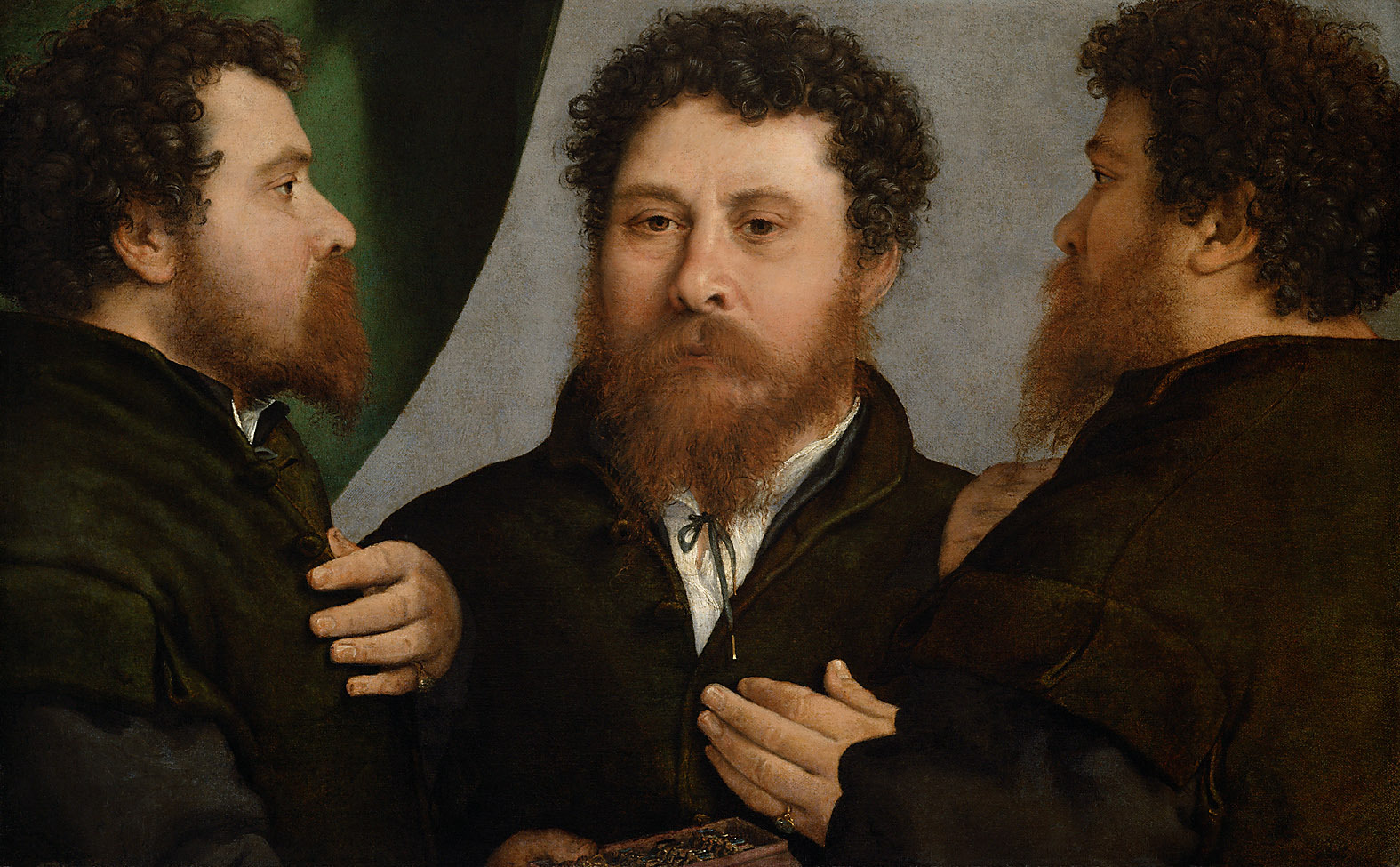
ロレンツォ・ロット『金細工師の三重肖像画』1525年-1535年頃 美術史美術館所蔵
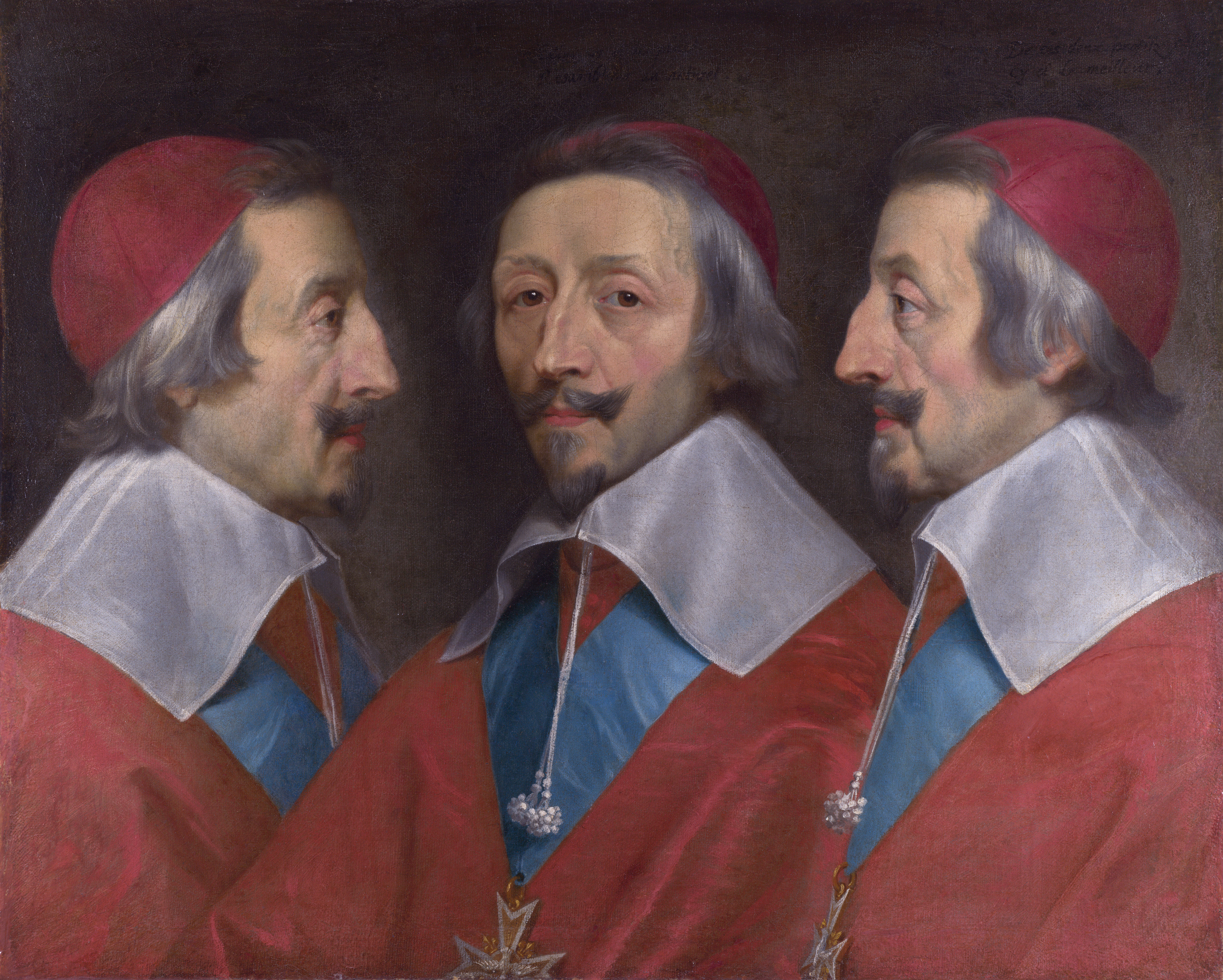
フィリップ・ド・シャンパーニュ『リシュリュー枢機卿の三重肖像画』おそらく1642年 ロンドン・ナショナル・ギャラリーに所蔵

『王妃ヘンリエッタ・マリアの三重肖像画』

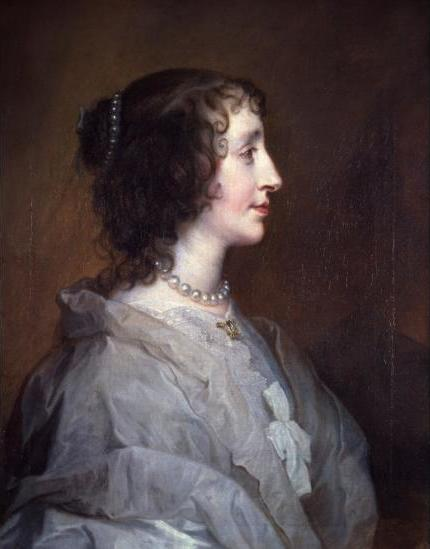
アンソニー・ヴァン・ダイク『王妃ヘンリエッタ・マリアの肖像』1638年 メンフィス・ブルックス美術館（英語版）所蔵
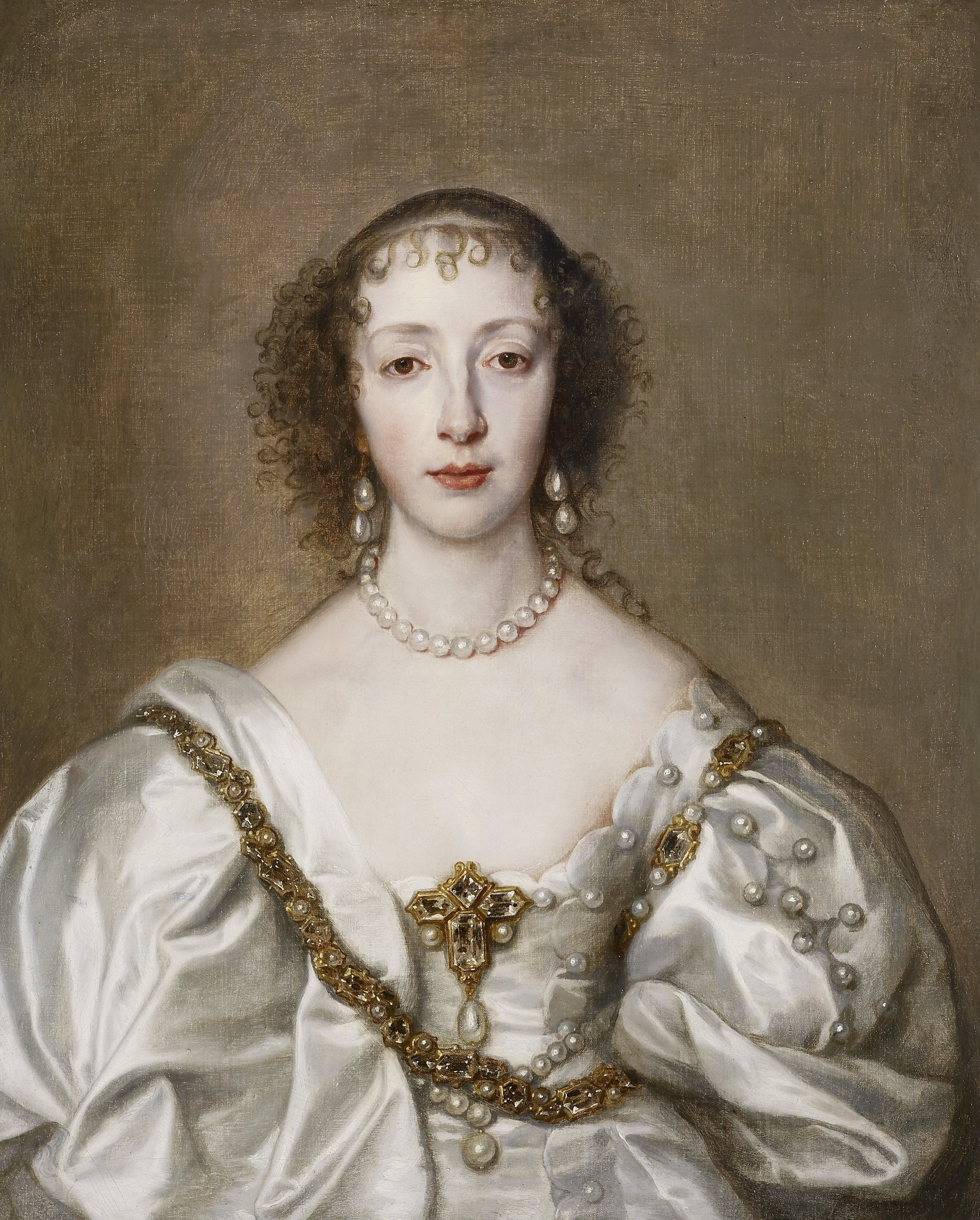
アンソニー・ヴァン・ダイク『王妃ヘンリエッタ・マリアの肖像』1638年 ロイヤル・コレクション所蔵
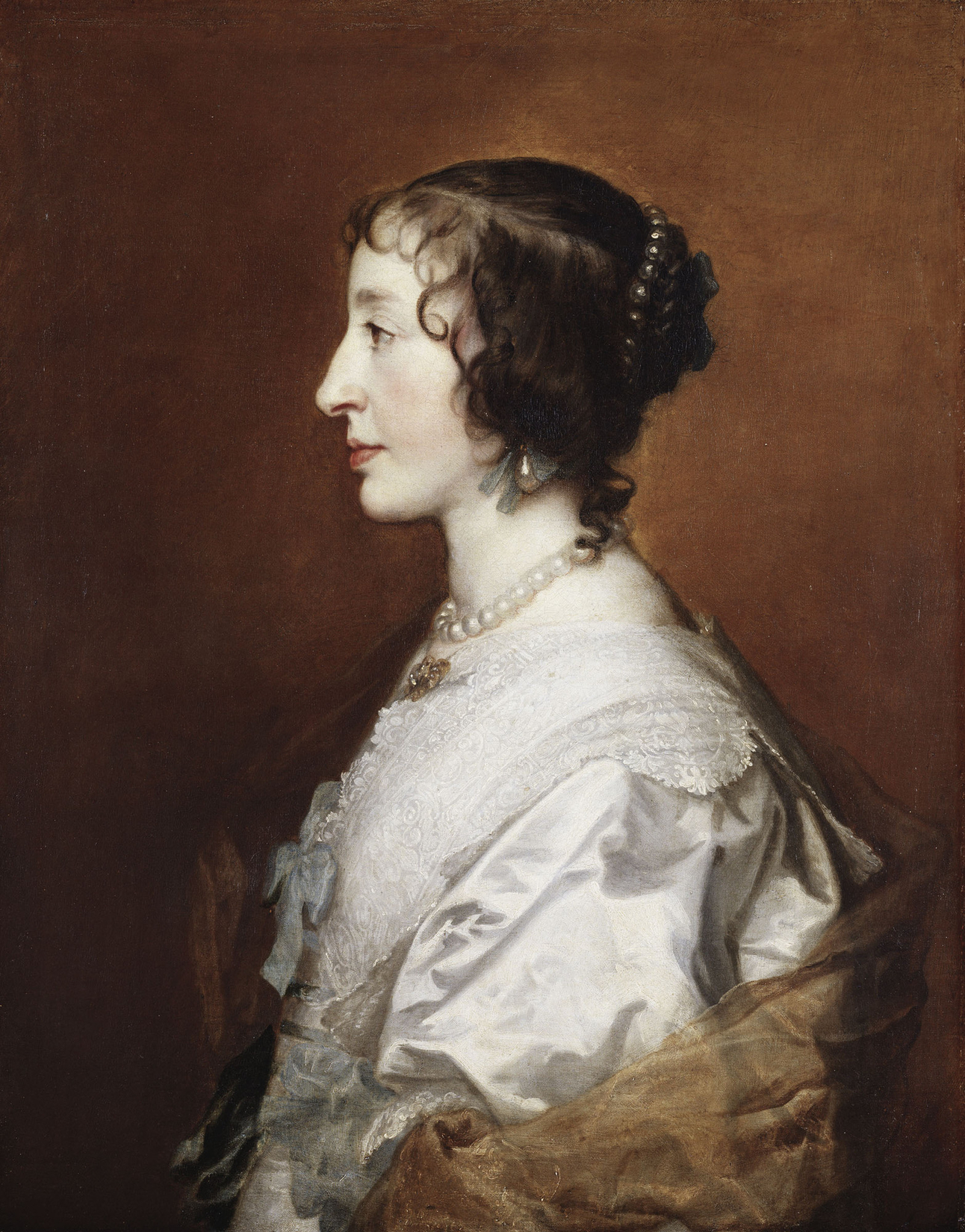
アンソニー・ヴァン・ダイク『王妃ヘンリエッタ・マリアの肖像』1638年 ロイヤル・コレクション所蔵